# Maltoza O-acetiltransferaza
Maltoza O-acetiltransferaza (EC 2.3.1.79, maltozna transacetilaza, maltozna O-acetiltransferaza, MAT) je enzim sa sistematskim imenom acetil-KoA:maltoza O-acetiltransferaza. Ovaj enzim katalizuje sledeću hemijsku reakciju
acetil-KoA + maltoza {\displaystyle \rightleftharpoons } KoA + 6-O-acetil-alfa-D-glukopiranozil-(1->4)-D-glukoza
Ovaj enzim nije identičan sa EC 2.3.1.18, galaktozid O-acetiltransferazom. Acetil grupa se dodaje samo u C6 poziciji glukoze i u C6 poziciji neredukujućeg glukoznog ostatka maltoze.

## Literatura
- Nicholas C. Price; Lewis Stevens (1999). Fundamentals of Enzymology: The Cell and Molecular Biology of Catalytic Proteins (Third изд.). USA: Oxford University Press. ISBN 019850229X.
- Eric J. Toone (2006). Advances in Enzymology and Related Areas of Molecular Biology, Protein Evolution (Volume 75 изд.). Wiley-Interscience. ISBN 0471205036.
- Branden C; Tooze J. Introduction to Protein Structure. New York, NY: Garland Publishing. ISBN 0-8153-2305-0.
- Irwin H. Segel. Enzyme Kinetics: Behavior and Analysis of Rapid Equilibrium and Steady-State Enzyme Systems (Book 44 изд.). Wiley Classics Library. ISBN 0471303097.
- William P. Jencks (1987). Catalysis in Chemistry and Enzymology. Dover Publications. ISBN 0486654605.

## Spoljašnje veze
- Maltose+O-acetyltransferase на 